# Euphorbia stenoclada
Euphorbia stenoclada is een plantensoort uit de familie Euphorbiaceae. De soort is endemisch in Madagaskar en op een aantal eilanden in de Straat Mozambique, zoals Europa en Juan de Nova.
De soort kan een hoogte van 4 tot 5 meter bereiken. De plant is volledig kaal, er groeien geen bladeren aan. Jonge takken zijn vlezig en licht afgeplat. Aan de uiteinden van de takken bevinden zich netelige doornen, bedekt met een wasachtige laag, die ze een blauwachtige kleur geeft.

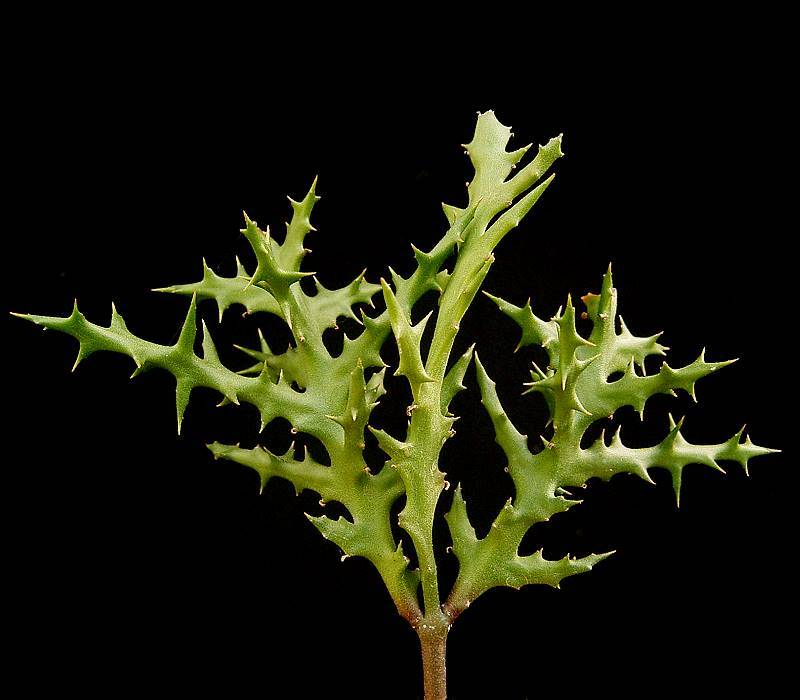
Jonge tak

Een extract van deze plant wordt in de traditionele geneeskunst van Madagaskar gebruikt voor de behandeling van bepaalde aandoeningen aan de luchtwegen, zoals astma en acute bronchitis.

## Verspreiding
Deze soort telt twee ondersoorten:
- Euphorbia stenoclada subsp. stenoclada
- Euphorbia stenoclada subsp. ambatofinandranae

De eerste komt algemeen voor in het zuidwesten van Madagaskar. De tweede komt beperkt voor in de hooglanden tussen Antsirabe en Fianarantsoa, in de buurt van de stad Ambatofinandrahana. De laatste soort staat daarom op de Rode Lijst van de IUCN geklasseerd als 'kritiek'.
... · 
E. abdelkuri · 
E. abyssinica · 
E. acanthothamnos · 
E. actinoclada · 
E. adenopoda · 
E. alcicornis · 
E. alfredii · 
E. alluaudii · 
E. ambarivatoensis · 
E. ambovombensis · 
E. amygdaloides (Amandelwolfsmelk) · 
E. analalavensis · 
E. ankaranae · 
E. ankarensis · 
E. ankazobensis · 
E. antiquorum · 
E. antso · 
E. aprica · 
E. arahaka · 
E. aureoviridiflora · 
E. balsamifera · 
E. banae · 
E. beharensis · 
E. bemarahaensis · 
E. benoistii · 
E. berorohae · 
E. biaculeata · 
E. boissieri · 
E. boiteaui · 
E. boivinii · 
E. bongolavensis · 
E. bosseri · 
E. brachyphylla · 
E. caducifolia · 
E. candelabrum · 
E. cap-saintemariensis · 
E. capmanambatoensis · 
E. capuronii · 
E. caput-aureum · 
E. cedrorum · 
E. cyparissias (Cipreswolfsmelk) · 
E. dulcis (Zoete wolfsmelk) · 
E. epithymoides (Kleurige wolfsmelk) · 
E. erythraea ·
E. esula (Heksenmelk) · 
E. exigua (Kleine wolfsmelk) · 
E. handiensis ·
E. helioscopia (Kroontjeskruid) · 
E. ingens · 
E. lacei · 
E. lactea · 
E. lathyris (Kruisbladige wolfsmelk) · 
E. leuconeura · 
E. neriifolia · 
E. officinarum · 
E. palustris (Moeraswolfsmelk) · 
E. paralias (Zeewolfsmelk) · 
E. peplus (Tuinwolfsmelk) · 
E. platyphyllos (Brede wolfsmelk) · 
E. portlandica (Kustwolfsmelk) · 
E. pulcherrima (Kerstster) · 
E. regis-jubae · 
E. resinifera · 
E. royleana · 
E. seguieriana (Zandwolfsmelk) · 
E. stenoclada · 
E. stricta (Stijve wolfsmelk) · 
E. tirucalli · 
E. verrucosa (Wrattige wolfsmelk) · 
E. waringiae · 
...